# Divieto di espatrio
Il divieto di espatrio è una misura cautelare personale, coercitiva e obbligatoria. 

## Disciplina italiana
In Italia è prevista e disciplinata dall'art. 281 codice di procedura penale. Con il provvedimento che dispone il divieto di espatrio, il giudice prescrive all'imputato di non uscire dal territorio nazionale senza l'autorizzazione del giudice che procede.
Il giudice dà le disposizioni necessarie per assicurare l'esecuzione del provvedimento, anche al fine di impedire l'utilizzazione del passaporto e degli altri documenti di identità validi per l'espatrio.
Con l'ordinanza che applica una delle altre misure cautelari coercitive, il giudice dispone in ogni caso il divieto di espatrio.